# 1. Tennis-Bundesliga (Damen) 2018
Die 1. Tennis-Bundesliga der Damen wurde 2018 zum 20. Mal ausgetragen, insgesamt sieben Mannschaften gingen an den Start. Aufsteiger waren der DTV Hannover aus der 2. Bundesliga Nord und BASF TC Ludwigshafen aus der 2. Bundesliga Süd.
Meister wurde zum dritten Mal in Folge Eckert Tennis Team Regensburg, während Der Club an der Alster Hamburg sowie Aufsteiger BASF TC Ludwigshafen in die 2. Bundesliga abstiegen.

## Spieltage und Mannschaften
| Spieltage                                 |
| ----------------------------------------- |
| 1. Spieltag: So, 6. Mai 2018, 11:00 Uhr   |
| 2. Spieltag: Do, 10. Mai 2018, 11:00 Uhr  |
| 3. Spieltag: Sa, 12. Mai 2018, 11:00 Uhr  |
| 4. Spieltag: Sa, 18. Mai 2018, 13:00 Uhr  |
| 5. Spieltag: So, 3. Juni 2018, 11:00 Uhr  |
| 6. Spieltag: Fr, 8. Juni 2018, 13:00 Uhr  |
| 7. Spieltag: So, 10. Juni 2018, 11:00 Uhr |

| Mannschaften                   |
| ------------------------------ |
| BASF TC Ludwigshafen (A)       |
| Der Club an der Alster Hamburg |
| DTV Hannover (A)               |
| Eckert Tennis Team Regensburg  |
| TC Rüppurr Karlsruhe           |
| TEC Waldau                     |
| TK Blau-Weiss Aachen           |

## Abschlusstabelle
|     | Mannschaft                     | Begegnungen | Punkte | Matches | Sätze | Spiele  |
| --- | ------------------------------ | ----------- | ------ | ------- | ----- | ------- |
| 01. | Eckert Tennis Team Regensburg  | 6           | 10:2   | 43:11   | 89:30 | 583:359 |
| 02. | TC Rüppurr Karlsruhe           | 6           | 10:2   | 36:18   | 77:46 | 536:418 |
| 03. | TEC Waldau                     | 6           | 6:6    | 28:26   | 68:63 | 501:466 |
| 04. | DTV Hannover (A)               | 6           | 6:6    | 26:28   | 58:65 | 496:492 |
| 05. | TK Blau-Weiss Aachen           | 6           | 6:6    | 19:35   | 50:76 | 435:543 |
| 06. | BASF TC Ludwigshafen (A)       | 6           | 4:8    | 22:32   | 55:72 | 447:535 |
| 07. | Der Club an der Alster Hamburg | 6           | 0:12   | 15:39   | 37:82 | 387:572 |

## Mannschaftskader
| Pos. | Name                 |
| ---- | -------------------- |
| 1    | Julia Görges         |
| 2    | Anastasija Sevastova |
| 3    | Elise Mertens        |
| 4    | Tatjana Maria        |
| 5    | Johanna Larsson      |
| 6    | Kirsten Flipkens     |
| 7    | Lara Arruabarrena    |
| 8    | Richèl Hogenkamp     |
| 9    | Arantxa Rus          |
| 10   | Barbora Krejčíková   |
| 11   | Antonia Lottner      |
| 12   | Tereza Martincová    |
| 13   | Lesley Kerkhove      |
| 14   | Natela Dzalamidze    |
| 15   | Caroline Ancicka     |
| 16   | Laura Dehmel         |

| Pos. | Name                  |
| ---- | --------------------- |
| 1    | Laura Siegemund       |
| 2    | Kateryna Koslowa      |
| 3    | Mandy Minella         |
| 4    | Stefanie Vögele       |
| 5    | Karolína Muchová      |
| 6    | Sílvia Soler Espinosa |
| 7    | Anne Schäfer          |
| 8    | Michaëlla Krajicek    |
| 9    | Dalma Gálfi           |
| 10   | Ágnes Bukta           |
| 11   | Eléonora Molinaro     |
| 12   | Anna Bondár           |
| 13   | Caroline Werner       |
| 14   | Lou Baudouin          |
| 15   | Liana Cammilleri      |
| 16   | Penelope Neff         |

| Pos. | Name                    |
| ---- | ----------------------- |
| 1    | Anna-Lena Friedsam      |
| 2    | Kateřina Siniaková      |
| 3    | Mona Barthel            |
| 4    | Ana Bogdan              |
| 5    | İpek Soylu              |
| 6    | Anna Zaja               |
| 7    | Kimberley Zimmermann    |
| 8    | Alla Kudryavtseva       |
| 9    | Katarzyna Piter         |
| 10   | Laura Schaeder          |
| 11   | Lena Rüffer             |
| 12   | Anna Gabric             |
| 13   | Valeria Solovyeva       |
| 14   | Carmen Schultheiss      |
| 15   | Antonia Blattner        |
| 16   | Beatrice Krauss-Granate |

| Pos. | Name                        |
| ---- | --------------------------- |
| 1    | Tímea Babos                 |
| 2    | Jana Fett                   |
| 3    | Magdalena Fręch             |
| 4    | Patty Schnyder              |
| 5    | Lenka Juríková              |
| 6    | María José Martínez Sánchez |
| 7    | Shaline-Doreen Pipa         |
| 8    | Lourdes Domínguez Lino      |
| 9    | Angelina Wirges             |
| 10   | Laura Pous Tió              |
| 11   | Elena Camerin               |
| 12   | Anna-Lena Grönefeld         |
| 13   | Nicole Melichar             |
| 14   | Lena Greiner                |
| 15   | Franziska Sziedat           |
| 16   | Syna Kayser                 |

| Pos. | Name                       |
| ---- | -------------------------- |
| 1    | Petra Martić               |
| 2    | Aleksandra Krunić          |
| 3    | Alison Van Uytvanck        |
| 4    | Quirine Lemoine            |
| 5    | Jamie Loeb                 |
| 6    | Valentini Grammatikopoulou |
| 7    | Marie Benoît               |
| 8    | Magali Kempen              |
| 9    | Elyne Boeykens             |
| 10   | Lisa-Marie Mätschke        |
| 11   | Julia Kimmelmann           |
| 12   | Demi Schuurs               |
| 13   | Eva Wacanno                |
| 14   | Steffi Distelmanns         |
| 15   | Jule Salzburg              |
| 16   | Olivia Kaiser              |

| Pos. | Name                |
| ---- | ------------------- |
| 1    | Mihaela Buzărnescu  |
| 2    | Ysaline Bonaventure |
| 3    | Irina Bara          |
| 4    | Olha Jantschuk      |
| 5    | Tereza Mrdeža       |
| 6    | Michaela Hončová    |
| 7    | Andrea Gámiz        |
| 8    | Katharina Hobgarski |
| 9    | Natalia Siedliska   |
| 10   | Nora Niedmers       |
| 11   | Alice Balducci      |
| 12   | Sina Haas           |
| 13   | Selina Dal          |
| 14   | Kristina Barrois    |
| 15   | Sarah Nikocevic     |
| 16   | Hannah Amling       |

| Pos. | Name                  |
| ---- | --------------------- |
| 1    | Carina Witthöft       |
| 2    | Kristína Kučová       |
| 3    | Rebecca Peterson      |
| 4    | Evgeniya Rodina       |
| 5    | Georgina García Pérez |
| 6    | Tamara Korpatsch      |
| 7    | Cornelia Lister       |
| 8    | Lisa Matviyenko       |
| 9    | Katarzyna Kawa        |
| 10   | Stéphanie Foretz      |
| 11   | Amelie Intert         |
| 12   | Jennifer Witthöft     |
| 13   | Helene Grimm          |
| 14   | Eva Lys               |
| 15   | Gitte Möller          |
| 16   | Vinja Lehmann         |

## Ergebnisse
Die am jeweiligen Tag spielfreie Mannschaft wird nicht aufgeführt.
| Datum/Uhrzeit    | Heimmannschaft                 | Gastmannschaft                 | Matches | Sätze | Spiele |
| ---------------- | ------------------------------ | ------------------------------ | ------- | ----- | ------ |
| So. 06.05. 11:00 | TK Blau-Weiss Aachen           | Der Club an der Alster Hamburg | 5:4     | 10:9  | 87:79  |
| So. 06.05. 11:00 | DTV Hannover                   | Eckert Tennis Team Regensburg  | 6:3     | 13:8  | 102:80 |
| So. 06.05. 11:00 | TC Rüppurr Karlsruhe 1         | TEC Waldau Stuttgart 1         | 5:4     | 11:11 | 84:89  |
| Do. 10.05. 11:00 | BASF TC Ludwigshafen 1         | TK Blau-Weiss Aachen           | 4:5     | 10:11 | 84:82  |
| Do. 10.05. 11:00 | DTV Hannover                   | TC Rüppurr Karlsruhe 1         | 3:6     | 6:14  | 62:98  |
| Do. 10.05. 11:00 | TEC Waldau 1                   | Eckert Tennis Team Regensburg  | 2:7     | 6:14  | 64:93  |
| Sa. 12.05. 11:00 | TK Blau-Weiss Aachen           | DTV Hannover                   | 4:5     | 10:11 | 85:92  |
| Sa. 12.05. 11:00 | Der Club an der Alster Hamburg | TC Rüppurr Karlsruhe 1         | 3:6     | 7:14  | 73:95  |
| Sa. 12.05. 11:00 | BASF TC Ludwigshafen 1         | TEC Waldau Stuttgart 1         | 4:5     | 10:13 | 69:89  |
| Fr. 18.05. 13:00 | TEC Waldau 1                   | DTV Hannover                   | 7:2     | 15:6  | 91:63  |
| Fr. 18.05. 13:00 | Eckert Tennis Team Regensburg  | TC Rüppurr Karlsruhe 1         | 7:2     | 15:4  | 95:54  |
| Fr. 18.05. 13:00 | Der Club an der Alster Hamburg | BASF TC Ludwigshafen 1         | 2:7     | 6:15  | 78:99  |
| So. 03.06. 11:00 | Eckert Tennis Team Regensburg  | Der Club an der Alster Hamburg | 9:0     | 18:1  | 108:39 |
| So. 03.06. 11:00 | TEC Waldau 1                   | TK Blau-Weiss Aachen           | 4:5     | 10:14 | 76:94  |
| So. 03.06. 11:00 | TC Rüppurr Karlsruhe 1         | BASF TC Ludwigshafen 1         | 8:1     | 16:5  | 98:65  |
| Fr. 08.06. 13:00 | BASF TC Ludwigshafen 1         | DTV Hannover                   | 5:4     | 12:10 | 83:86  |
| Fr. 08.06. 13:00 | Der Club an der Alster Hamburg | TEC Waldau Stuttgart 1         | 3:6     | 7:13  | 63:92  |
| Fr. 08.06. 13:00 | TK Blau-Weiss Aachen           | Eckert Tennis Team Regensburg  | 0:9     | 3:18  | 53:105 |
| So. 10.06. 11:00 | DTV Hannover                   | Der Club an der Alster Hamburg | 6:3     | 12:6  | 91:55  |
| So. 10.06. 11:00 | TC Rüppurr Karlsruhe 1         | TK Blau-Weiss Aachen           | 9:0     | 18:2  | 107:34 |
| So. 10.06. 11:00 | Eckert Tennis Team Regensburg  | BASF TC Ludwigshafen 1         | 8:1     | 16:3  | 102:47 |